# Mistrzostwa Azji Juniorów w Lekkoatletyce 2018
18. Mistrzostwa Azji Juniorów w Lekkoatletyce – zawody lekkoatletyczne, które odbyły się w dniach 7-10 czerwca 2018 w Gifu.

## Rezultaty

### Mężczyźni
| Konkurencja                   | 1. miejsce                                                                          | Wynik     | 2. miejsce                                                                                  | Wynik     | 3. miejsce                                                                           | Wynik     |
| ----------------------------- | ----------------------------------------------------------------------------------- | --------- | ------------------------------------------------------------------------------------------- | --------- | ------------------------------------------------------------------------------------ | --------- |
| Bieg na 100 m                 | Lalu Muhammad Zohri                                                                 | 10,27     | Daisuke Miyamoto                                                                            | 10,35     | Muhammad Ismail                                                                      | 10,46     |
| Bieg na 200 m                 | Wei Tai-sheng                                                                       | 21,05     | Shin Min-kyu                                                                                | 21,06     | Justin Junpei Tsukamoto                                                              | 21,09     |
| Bieg na 400 m                 | Aruna Darshana                                                                      | 45,79     | Pasindu Kodikara                                                                            | 46,96     | Syuji Mori                                                                           | 47,08     |
| Bieg na 800 m                 | Anu Kumar                                                                           | 1:54,11   | Abdolrahim Dorzadeh                                                                         | 1:54,23   | Fuki Torii                                                                           | 1:54,55   |
| Bieg na 1500 m                | Saife Saifeldin                                                                     | 3:49,30   | Reito Hanzawa                                                                               | 3:49,66   | Hussein Lafta                                                                        | 3:49,75   |
| Bieg na 5000 m                | Ajeet Kumar                                                                         | 14:15,24  | Ren Tazawa                                                                                  | 14:17,26  | Amir Zamanpour                                                                       | 14:25,25  |
| Bieg na 10 000 m              | Suolang Cairen                                                                      | 30:01,51  | Yūhi Nakaya                                                                                 | 30:04,24  | Kartik Kumar                                                                         | 30:05,30  |
| Bieg na 3000 m z przeszkodami | Saife Saifeldin                                                                     | 8:51,97   | Takumi Yoshida                                                                              | 8:52,79   | Nguyễn Trung Cường                                                                   | 8:59,32   |
| Bieg na 110 m przez płotki    | Lu Hao-hua                                                                          | 13,61     | Rikuto Higuchi                                                                              | 13,71     | Dawid Jefriemow                                                                      | 13,81     |
| Bieg na 400 m przez płotki    | Yusuke Shirao                                                                       | 50,52     | Bassem Hemeida                                                                              | 50,55     | Mehdi Pirjahan                                                                       | 51,18     |
| Sztafeta 4 × 100 m            | Japonia Yuki Takagi · Daisuke Miyamoto · Satoru Fukushima · Justin Junpei Tsukamoto | 39,65     | Chińskie Tajpej Lin Yu-tang · Wei Tai-sheng · Lu Hao-hua · Yeh Shou-po                      | 39,72     | Indie Prajwal Ravi · Akash Kumar · Nithin Balakumar · Gurindervir Singh              | 40,75     |
| Sztafeta 4 × 400 m            | Sri Lanka Pabasara Niku · Pasindu Kodikara · Ravishka Indrajith · Aruna Darshana    | 3:08,70   | Tajlandia Potchara Petchkaew · Thipthanet Sripha · Yanakorn Munrot · Phitchaya Sunthonthuam | 3:09,20   | Malezja Luqmanual Khairul Akmal · Muhammad Suhaimi · Safwan Saifuddin · Abdul Roslan | 3:09,60   |
| Chód na 10 000 m              | Gong Hao                                                                            | 42:47,98  | Sho Sakazaki                                                                                | 42:53,56  | Kim Min-gyu                                                                          | 43:06,89  |
| Skok wzwyż                    | Kyohei Tomori                                                                       | 2,16      | Nuh Anuh                                                                                    | 2,14      | Zhang Hao                                                                            | 2,12      |
| Skok o tyczce                 | Syunto Ozaki                                                                        | 5,20      | Idan Richsan                                                                                | 5,15      | Kasinpob Chomchanad                                                                  | 5,00      |
| Skok w dal                    | Yugo Sakai                                                                          | 7,61      | Zhou Keqi                                                                                   | 7,54      | Murali Sreeshankar                                                                   | 7,47      |
| Trójskok                      | Kamalraj Kanagaraj                                                                  | 15,75     | Yu Gyu-min                                                                                  | 15,56     | Shunsuke Izumiya                                                                     | 15,47     |
| Pchnięcie kulą (6 kg)         | Moaaz Ibrahim                                                                       | 18,57     | Yeo Jin-seong                                                                               | 18,25     | Ashish Bhalothia                                                                     | 18,22     |
| Rzut dyskiem (1,75 kg)        | Hossein Rasouli                                                                     | 62,29     | Moaaz Mohamed Ibrahim                                                                       | 61,50     | Kosei Yamashita                                                                      | 56,51     |
| Rzut młotem                   | Ashish Jakhar                                                                       | 76,86     | Damneet Singh                                                                               | 74,08     | Masanobu Hattori                                                                     | 69,34     |
| Rzut oszczepem                | Liu Zhekai                                                                          | 70,53     | Masafumi Azechi                                                                             | 68,76     | Kentaro Nakamura                                                                     | 65,36     |
| Dziesięciobój                 | Wang Chen-yu                                                                        | 7200 pkt. | Wang Yu-shiang                                                                              | 6704 pkt. | Rin Haraguchi                                                                        | 6693 pkt. |

### Kobiety
| Konkurencja                   | 1. miejsce                                                              | Wynik     | 2. miejsce                                                      | Wynik     | 3. miejsce                                                                            | Wynik     |
| ----------------------------- | ----------------------------------------------------------------------- | --------- | --------------------------------------------------------------- | --------- | ------------------------------------------------------------------------------------- | --------- |
| Bieg na 100 m                 | Feng Lulu                                                               | 11,68     | Amasha De Silva                                                 | 11,71     | Mei Kodama                                                                            | 11,98     |
| Bieg na 200 m                 | Tao Yanan                                                               | 24,01     | Amasha De Silva                                                 | 24,47     | Jisna Mathew                                                                          | 24,48     |
| Bieg na 400 m                 | Jisna Mathew                                                            | 53,26     | Dilshi Kumarasinghe                                             | 54,03     | Yang Jui-hsuan                                                                        | 54,74     |
| Bieg na 800 m                 | Ayaka Kawata                                                            | 2:04,14   | Ayano Shiomi                                                    | 2:04,50   | Dilshi Kumarasinghe                                                                   | 2:04,53   |
| Bieg na 1500 m                | Ririka Hironaka                                                         | 4:17,62   | Tomomi Takamatsu                                                | 4:21,65   | Durga Deore                                                                           | 4:24,56   |
| Bieg na 3000 m                | Nozomi Tanaka                                                           | 9:04,36   | Yuna Wada                                                       | 9:14,13   | Liu Fang                                                                              | 9:35,69   |
| Bieg na 5000 m                | Mikuni Yada                                                             | 16:31,65  | Niu Lihua                                                       | 16:55,54  | Poonam Sonune                                                                         | 17:03,75  |
| Bieg na 3000 m z przeszkodami | Parami Wasanthi Maristela                                               | 10:21,54  | Tian Wanhua                                                     | 10:28,24  | Yuka Nosue                                                                            | 10:38,30  |
| Bieg na 100 m przez płotki    | Yuiri Yoshida                                                           | 13,45     | Lin Yuwei                                                       | 13,55     | Lin Hsiao-hui                                                                         | 13,61     |
| Bieg na 400 m przez płotki    | Kasumi Yoshida                                                          | 58,43     | Yang Jui-hsuan                                                  | 58,89     | Natsumi Murakami                                                                      | 58,92     |
| Sztafeta 4 × 100 m            | Chiny Lin Yuwei · Zhu Cuiwei · Tao Yanan · Feng Lulu                    | 45,06     | Japonia Yuiri Yoshida · Miku Yamada · Yuri Okumura · Mei Kodama | 45,95     | Hongkong Leung Wing Hei · Wu Yi Lam · Leung Kwan Yi · Chan Pui Kei                    | 47,00     |
| Sztafeta 4 × 400 m            | Japonia Ayano Shiomi · Kasumi Yoshida · Natsumi Murakami · Ayaka Kawata | 3:38,20   | Indie Subha Venkatesan · Rachna · Nidhi Singh · Jisna Mathew    | 3:41,11   | Sri Lanka Ishara Adittya · Sachini Divyanjali · Amasha De Silva · Dilshi Kumarasinghe | 3:45,16   |
| Chód na 10 000 m              | Ma Li                                                                   | 45:20,59  | Nanako Fuhii                                                    | 45:24,35  | Li Wenxiu                                                                             | 47:38,46  |
| Skok wzwyż                    | Maryam Abdulelah                                                        | 1,80      | Tsai Ching-jung                                                 | 1,78      | Abhinaya Shetty                                                                       | 1,75      |
| Skok o tyczce                 | Wu Zuocheng                                                             | 4,00      | Anastasija Jermakowa                                            | 3,60      | Wu Chia-ju                                                                            | 3,60      |
| Skok w dal                    | Ayaka Kōra                                                              | 6,44      | Zhong Jiawei                                                    | 6,44      | Mirei Yoshioka                                                                        | 5,92      |
| Trójskok                      | Thi Ngoc Ha Vu                                                          | 13,22     | Pan Youqi                                                       | 13,21     | Priyadarshini Suresh                                                                  | 13,09     |
| Pchnięcie kulą                | Zhang Linru                                                             | 16,05     | Honoka Oyama                                                    | 15,54     | Guo Pei-yu                                                                            | 14,76     |
| Rzut dyskiem                  | Yang Huanhuan                                                           | 51,53     | Yin Yuanyuan                                                    | 51,17     | Arpandeep Bajwa                                                                       | 46,57     |
| Rzut młotem                   | Zhou Mengyuan                                                           | 64,81     | Li Jiangyan                                                     | 61,44     | Reyhaneh Arani                                                                        | 55,46     |
| Rzut oszczepem                | Li Hui-jun                                                              | 55,36     | Sae Takemoto                                                    | 54,16     | Dai Qianqian                                                                          | 53,29     |
| Siedmiobój                    | Karin Odama                                                             | 5133 pkt. | Chen Cai-juan                                                   | 4925 pkt. | Diana Geints                                                                          | 4804 pkt. |

## Klasyfikacja medalowa
Opracowano na podstawie materiałów źródłowych.
| Miejsce | Państwo          | Złoto | Srebro | Brąz | Razem |
| ------- | ---------------- | ----- | ------ | ---- | ----- |
| 1.      | Japonia          | 14    | 15     | 12   | 41    |
| 2.      | Chiny            | 11    | 8      | 4    | 23    |
| 3.      | Indie            | 5     | 2      | 10   | 17    |
| 4.      | Chińskie Tajpej  | 4     | 5      | 4    | 13    |
| 5.      | Sri Lanka        | 3     | 4      | 2    | 9     |
| 6.      | Katar            | 3     | 3      | 0    | 6     |
| 7.      | Iran             | 1     | 1      | 3    | 5     |
| 8.      | Indonezja        | 1     | 1      | 0    | 2     |
| 9.      | Irak             | 1     | 0      | 1    | 2     |
| 9.      | Wietnam          | 1     | 0      | 1    | 2     |
| 11.     | Korea Południowa | 0     | 3      | 1    | 4     |
| 12.     | Kazachstan       | 0     | 1      | 2    | 3     |
| 13.     | Tajlandia        | 0     | 1      | 1    | 2     |
| 14.     | Malezja          | 0     | 0      | 2    | 2     |
| 15.     | Hongkong         | 0     | 0      | 1    | 1     |
| Razem   | Razem            | 44    | 44     | 44   | 132   |